# Палата представителей Монтаны
Палата представителей Монтаны (англ. Montana House of Representatives) — нижняя палата Легислатуры Монтаны. Состоит из 100 представителей (по два от каждого округа), избираемых на двухлетний срок.

## Состав
| Принадлежность                   | Партия (заштрихована — доминирующая фракция) | Партия (заштрихована — доминирующая фракция) | всего |          |
| -------------------------------- | -------------------------------------------- | -------------------------------------------- | ----- | -------- |
| Принадлежность                   |                                              |                                              | всего |          |
| Принадлежность                   | Республиканцы                                | Демократы                                    | всего | свободно |
| 66-я Легислатура (2019–2020)     | 58                                           | 42                                           | 100   | 0        |
| 67-я Легислатура (2021–2022)     | 67                                           | 33                                           | 100   | 0        |
| 68-я Легислатура (2023–2024)     | 68                                           | 32                                           | 100   | 0        |
| 69-я Легислатура (2025–2026)     | 58                                           | 42                                           | 100   | 0        |
| По итогам последнего голосования | 58%                                          | 42%                                          |       |          |

В случае, если партии имеют равное число членов, спикер и другие должностные лица избираются от той партии, которая занимает должность губернатора. Таким образом, во время 61-го созыва (2007–2009 годы) легислатуру возглавляла Демократическая партия в результате победы губернатора-демократа Брайана Швейцера на выборах 2004 года.